# 短芒大麦草
短芒大麦草（学名：Hordeum brevisubulatum）又名野大麦，为禾本科大麦属下的一种多年生草本植物。

## 扩展阅读
- 維基物種上的相關：短芒大麦草